# Sušac (Lastovo)
Sušac je naselje u općini Lastovo u Dubrovačko-neretvanskoj županiji u Hrvatskoj. Nalazi se na otoku Sušcu.

## Povijest
Do teritorijalnog preustroja Hrvatske bio je u sastavu stare općine Lastovo.

## Stanovništvo
Pri popisu 2021. godine Sušac je imao jednoga stanovnika.
| broj stanovnika |       |       | 17    |       |       |       |       |       | 6     | 24    | 10    | 6     | 8     | 7     |       |       | 1     |
|                 | 1857. | 1869. | 1880. | 1890. | 1900. | 1910. | 1921. | 1931. | 1948. | 1953. | 1961. | 1971. | 1981. | 1991. | 2001. | 2011. | 2021. |